# Szabadalom
A szabadalom a találmányok egyik iparjogvédelmi oltalmi formája a használati minta mellett. Csak az a találmány szabadalmaztatható, amely megfelel a szabadalmazható találmány valamennyi alábbi ismérvének. A felfedezések sohasem minősülnek szabadalmazható találmánynak, mivel nem módszerek-megoldások.

## A szabadalmaztatható találmány Magyarországon
Szabadalmazható minden
1. új,
2. feltalálói tevékenységen alapuló,
3. iparilag alkalmazható műszaki megoldás.

## Újdonság
Új a találmány, ha nem tartozik a technika állásához.
A technika állásához tartozik mindaz, ami az elsőbbség időpontja előtt írásbeli közlés, szóbeli ismertetés, gyakorlatbavétel útján vagy bármilyen más módon bárki számára hozzáférhetővé vált.

## Feltalálói tevékenység
Feltalálói tevékenységen alapul a találmány, ha a technika állásához képest szakember számára nem nyilvánvaló.

## A szabadalmas
A szabadalom jogosultját szabadalmasnak nevezzük.

## A szabadalmi oltalom
- A szabadalom jogosultjának kizárólagos joga van arra, hogy a találmányt hasznosítsa, vagy a hasznosításra másnak engedélyt (licenciát) adjon.
- A szabadalmi oltalom időtartama a bejelentés napjától (nem a szabadalom engedélyezésének napjától!) számított húsz év.
- A szabadalmi oltalom tartalmát a szabadalmi bejelentésben foglalt igénypontok határozzák meg.

## A szabadalombitorlás
A szabadalmi oltalom alatt álló találmány jogosulatlan hasznosítása szabadalombitorlásnak minősül és polgári jogi – esetleg büntetőjogi – következményekkel járhat. A szabadalombitorlási ügyek bírói útra tartoznak.

## A szabadalmi eljárás
- Az eljárás a szabadalmi bejelentés benyújtásával indul, tehát ügyfél kérelmére folytatható közigazgatási eljárás. Az eljárásra kizárólagos hatáskörrel és illetékességgel Magyarországon a Szellemi Tulajdon Nemzeti Hivatala[1] rendelkezik.

## A szabadalom fenntartása
- A szabadalmas köteles évente emelkedő, jogszabályban meghatározott mértékű fenntartási díjat (évidíjat) fizetni az államnak. Díjfizetés hiányában a szabadalom megszűnik.

## A szabadalom megszűnése
- A szabadalom a törvényben meghatározott okokból megszűnik, így pl.
  - az oltalmi idő lejár,
  - az évi díjat nem fizetik meg,
  - a szabadalmat megsemmisítik.

## Szabadalmi oltalom megszerzése külföldön
A szabadalmi oltalmat érintő egyik elterjedt tévedés a világszabadalom kifejezés használata. Világszabadalom (vagyis a Föld valamennyi országára kiterjedő oltalmú szabadalom)  nem létezik.
Az iparjogvédelmi szempontból helytelen világszabadalom  kategória helyett célszerű inkább „a világ számos országában érvényes szabadalomról” vagy (amennyiben a találmány még nem nyerte el a  szabadalmi oltalmat), „nagyszámú országban bejelentett találmányról” beszélni.
A szabadalmi oltalom alapvetően nemzeti kategória, amelynek érvényességi határai az adott ország határaival esnek egybe.
Több országra érvényes szabadalmi oltalmat akár az érintett országokban külön-külön tett bejelentéssel, akár – meghatározott feltételek teljesülése esetén – az érintett országok megjelölésével tett nemzetközi, illetve regionális bejelentéssel lehet igényelni. Fontos ugyanakkor, hogy az oltalom kizárólag az egyes tagországok iparjogvédelmi hatóságai előtt lefolytatott független eljárások során adható meg, a nemzetközi bejelentés közvetlenül nem nyújt oltalmat.
A külföldi bejelentési folyamat egyszerűsíthető a Szabadalmi Együttműködési Szerződés (PCT) illetve az Európai Szabadalmi Egyezmény (EPC) segítségével.

## A szabadalmi jog története Magyarországon
Magyarországon az első szabadalmi törvény az 1895 : XXXVII. tc. volt, amelyet módosított és kiegészített az  1927 : XX.tc., majd az 1932 : XVII. tc.